# Isabel Fernández Suárez
María Isabel Fernández Suárez (Oruro, Bolivia; 10 de marzo de 1980) es una periodista y política boliviana que ocupó el alto cargo de Ministra de Comunicación de Bolivia desde el 28 de enero de 2020 hasta el 4 de junio de 2020, siendo a la vez también la última ministra de dicho ministerio que desapareció durante el gobierno de la presidenta Jeanine Áñez Chávez. Se desempeñó también como Viceministra de Comunicación desde el 10 de junio de 2020 hasta el 8 de noviembre de 2020.

## Biografía
Isabel Fernández nació en la ciudad de Oruro un 10 de marzo de 1980 en una familia de clase media, pero creció y vivió toda su vida en la ciudad de La Paz. Ingresó a estudiar la carrera de comunicación social en la Universidad Católica Boliviana San Pablo (UCB) de La Paz, titulándose como periodista de profesión. Realizó sus estudios de 
posgrado en Europa, obteniendo una maestría en marketing digital de la Universidad Rey Juan Carlos en la ciudad de Madrid, España así como también en el Instituto Europeo de Posgrado.
Isabel Fernández empezó a ejercer su profesión de periodista desde el año 2002 trabajando en diferentes canales, inicialmente en la Red PAT y luego en la Red ATB. Ingresó también a trabajar en la Red Unitel La Paz, donde llegaría a ser la subjefa de prensa de dicho canal desde 2006 hasta 2020. Es miembro de la Asociación de Periodistas de La Paz (APLP) y de la Asociación Nacional de Periodistas de Bolivia (ANPB).

### Ministra de Comunicación de Bolivia (2020)
El 28 de enero de 2020, la Presidenta de Bolivia Jeanine Áñez Chávez posesionó a la periodista orureña Isabel Fernández Suárez como la nueva Ministra de Comunicación de Bolivia en reemplazo de la periodista paceña Roxana Lizárraga Vera quien renunció a su cargo el 26 enero.

#### Denuncia de propagandas publicitarias
El 7 de mayo de 2020, la entonces ministra de comunicación denunció a nivel nacional que el Movimiento al Socialismo (MAS-IPSP) había gastado unos 1718 millones de bolivianos (alrededor de 250 millones de dólares) en propagandas publicitarias desde el año 2011 hasta 2019.

#### Caso Gigavisión
Durante su gestión al mando del ministerio, la ministra Isabel Fernández ordenó quitar toda la publicidad gubernamental al canal de televisión "Gigavisión", de propiedad del periodista y abogado Jorge Arias Banegas (1958), esto debido a las constantes denuncias que realizaba su hijo el periodista Junior Arias Paravicini (1983) contra el Gobierno de Jeanine Áñez. Aunque cabe mencionar que desde la versión oficial, la ministra Fernández señaló que se le quitaba la publicidad debido al muy bajo rating (teleaudiencia) que tenía dicho canal.

#### Coronavirus
El 14 de julio de 2020, Isabel Fernández confirmó ante la opinión pública de todo el país que había contraído la mortal enfermedad del Coronavirus y que se encontraba en aislamiento preventivo desde 12 días antes (2 de julio) en su domicilio particular, pero que a pesar de todo, se encontraba estable de salud.